# 데우스 엑스 마키나
데우스 엑스 마키나(라틴어: deus ex machina)는 문학 작품에서 결말을 짓거나 갈등을 풀기 위해 뜬금없는 사건을 일으키는 플롯 장치이다. 글자 그대로 풀이하면 "기계 장치로 (연극 무대에) 내려온 신"(god from the machine)이라는 뜻이다. 호라티우스는 시학(Ars Poetica)에서 시인은 이야기를 풀어가기 위해 신을 등장시켜선 안된다고 일렀다. 신고전주의 문학 비평에서 갑작스러운 기적으로 풀리는 이야기는 나쁜 연극의 특징이다. 가끔씩 신을 나타내는 라틴어 deus를 여성형으로 바꿔 'dea ex machina'라고 쓰기도 한다. 

## 같이 보기
- 플롯홀(영어판)